# Constituição vivente
A teoria da Constituição vivente (também conhecida como construcionismo solto) é uma visão de direito estado-unidense em que se acredita que a Constituição do país precisa ser interpretada de forma dinâmica ou como se tivesse as propriedades de um ser vivo. A ideia está associada à visão de que os pontos de vista majoritários de uma sociedade mais próxima do presente, devem ser levados em conta ao se interpretar o texto constitucional.